# شهرستان پانفیلوف، قرقیزستان
شهرستان پانفیلوف (به قرقیزی:Панфилов району، پانفىلوۋ رايونۇ)(به روسی: Панфиловский район) یک شهرستان در قرقیزستان است که در استان چوی واقع شده‌است. شهرستان پانفیلوف ۲٬۶۰۶ کیلومتر مربع مساحت و ۴۱٬۷۵۴ نفر جمعیت دارد.